# Class Action
Acción judicial (título original: Class Action) es una película de 1991 sobre el mundo de los despachos de abogados y los tribunales de justicia. Fue una película dirigida por Michael Apted y protagonizada por Gene Hackman y Mary Elizabeth Mastrantonio.

## Argumento
Jebediah Tucker Ward (Gene Hackman) es un abogado idealista casado con Estelle Ward que lleva el caso de un hombre cuya salud ha quedado afectada de forma permanente como consecuencia de un accidente de automóvil debido a un fallo de fabricación de su coche perteneciente a la empresa de automóviles Argo Motors. También hubo un total de 150 accidentes de este tipo, en las que incluso hubo algunas muertes. Ward reclama una fuerte indemnización al fabricante de ese coche. Cuando va a empezar el juicio, resulta que la abogada que defiende a la compañía de automóviles es su propia hija Maggie (Mary Elizabeth Mastrantonio), de la que está distanciado hace tiempo por conducta incorrecta de él en otro tiempo.
Estelle muere, y ambos, que la querían, tienen que remover su pasado. Al mismo tiempo, Maggie descubre que el fabricante realmente cometió ese fallo de fabricación y que lo sabían a través de uno de sus expertos, Pavel, y que no hicieron nada al respecto durante un tiempo a causa de los costos de recambio que implicaban, que iban a ser mayores que las pérdidas causadas por una posible acción legal de los afectados. Además descubre que su superior también está implicado en ello, quien por negligencia también aconsejó mal al fabricante, que finalmente le dio el caso en un intento de intimidar a Jeb para que no continuara.
Finalmente descubre que, para encubrir lo que hizo, su superior destruyó más tarde el informe de Pavel que también tenía que entregar a su padre por orden judicial junto con otros documentos respecto al asunto y que los demás deciden no hacer nada a pesar de la ilegalidad de la acción, en su afán de ganar el caso y evitar así grandes pérdidas en dinero y reputación. Tampoco tiene a su madre para aconsejarla. Sólo tiene a su padre, que sufre por la muerte de su madre.
Finalmente ella, con la ayuda de su padre, actúa contra su superior destapando ese crimen durante el juicio, proporcionándole para ello un testigo que corrobora el informe. Como además cometió perjurio antes de su declaración, él también pierde su licencia como abogado. No pueden actuar contra ella por ser una acción legal y porque no destapa públicamente lo que además hicieron a cambio de dejar las cosas como están. De esa manera Jeb gana el juicio y 100 millones de dólares. Todo esto lleva a que su padre pueda redimirse de lo que hizo en el pasado y a que padre e hija se reconcilien finalmente.

## Reparto
- Gene Hackman - Jedediah Tucker Ward
- Mary Elizabeth Mastrantonio - Maggie Ward
- Colin Friels - Michael Grazier
- Joanna Merlin - Estelle Ward
- Laurence Fishburne - Nick Holbrook
- Donald Moffat - Quinn
- Jan Rubes - Pavel
- Matt Clark: - Juez Symes
- Fred Dalton Thompson - Dr. Getchell

## Producción
La banda sonora de la película fue compuesta por James Horner.